# Stazione di Tresnuraghes-Cuglieri-Magomadas
La stazione di Tresnuraghes-Cuglieri-Magomadas, già stazione di Tresnuraghes, è una stazione ferroviaria presente nel territorio comunale di Tresnuraghes, posta lungo la linea Macomer-Bosa, utilizzata esclusivamente per i servizi turistici legati al Trenino Verde.

## Storia

La stazione nel 1935, in occasione del viaggio inaugurale delle automotrici "Emmine" delle FCS

Lo scalo ferroviario di Tresnuraghes nacque nell'ultima parte dell'Ottocento, venendo realizzato insieme alla ferrovia a scartamento ridotto tra Bosa e Macomer ad opera della Strade Ferrate Secondarie della Sardegna: l'inaugurazione di linea e stazione è datata 26 dicembre 1888 e le SFSS furono anche il primo gestore dell'impianto che originariamente era identificato col nome della sola Tresnuraghes, per poi prendere in un secondo tempo la denominazione comprendente anche i comuni di Cuglieri e Magomadas.

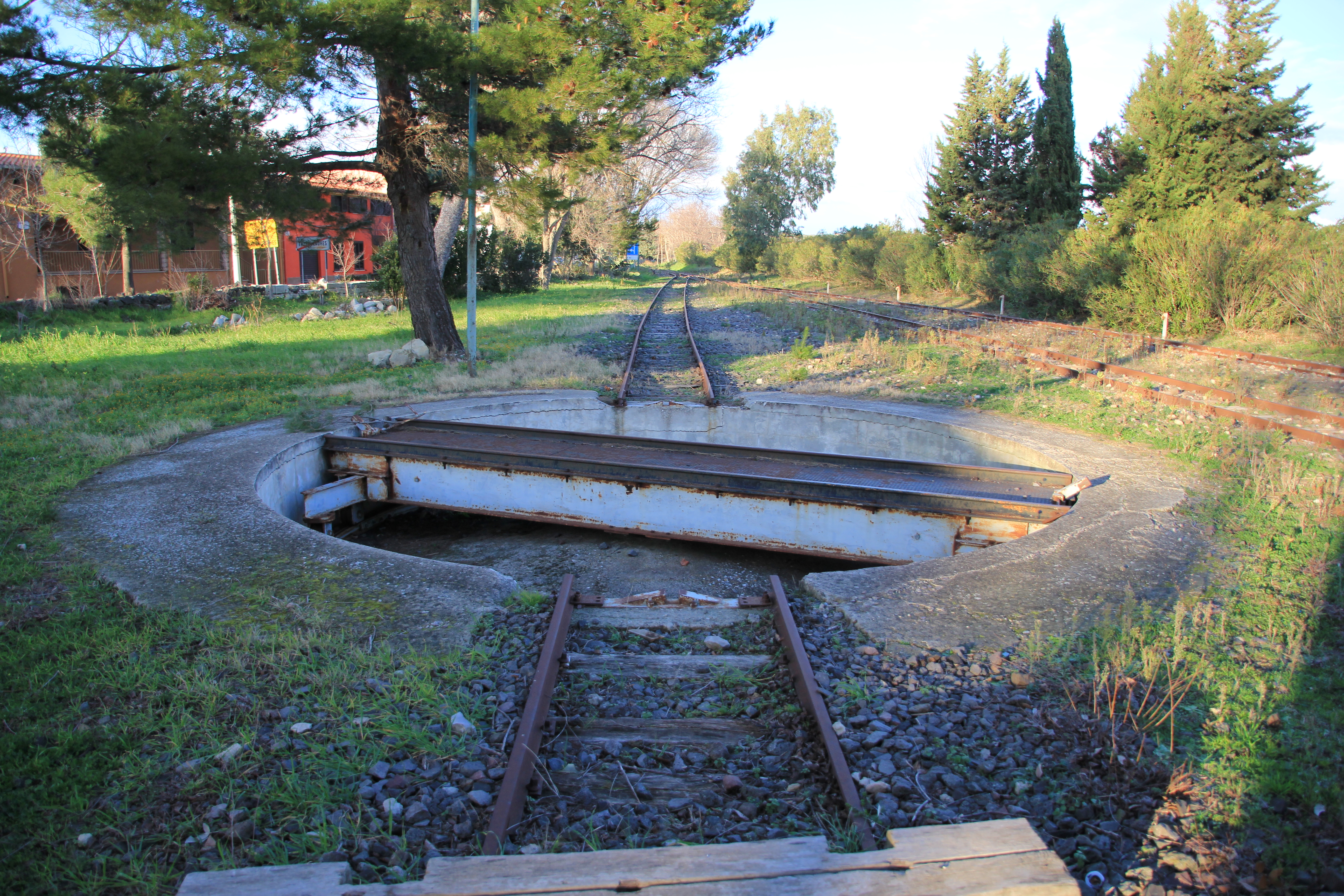
La piattaforma girevole dell'impianto: dal 1982 al 1997 la stazione fu il capolinea occidentale dei servizi di trasporto pubblico sulla Macomer-Bosa

Successivamente l'impianto passò alla gestione delle Ferrovie Complementari della Sardegna nel 1921, continuando la sua attività sino al giugno 1981, quando la linea fu chiusa per le cattive condizioni dell'armamento ferroviario: dopo la sostituzione dei binari la stazione riprese a vedere il transito dei treni nel 1982, ma la carenza di finanziamenti portò a riattivare solo il tronco di ferrovia tra l'impianto e Macomer, tramutando la stazione nel nuovo capolinea occidentale della ferrovia.
Nel 1989 alle FCS subentrò la gestione governativa delle Ferrovie della Sardegna, la quale ripristinò con fondi comunitari e dell'ESIT anche il tracciato che dalla stazione giungeva a Bosa Marina, riaperto per soli usi turistici il 10 maggio 1995. Due anni dopo tuttavia a tale impiego verrà destinato anche il tratto tra Macomer e Tresnuraghes, conseguentemente dal 16 giugno 1997 la stazione cessava ogni attività correlata al trasporto pubblico su ferrovia: da allora l'impianto, passato nel 2010 all'ARST, viene utilizzato per le corse del Trenino Verde, effettuate principalmente in periodo estivo.

## Strutture e impianti

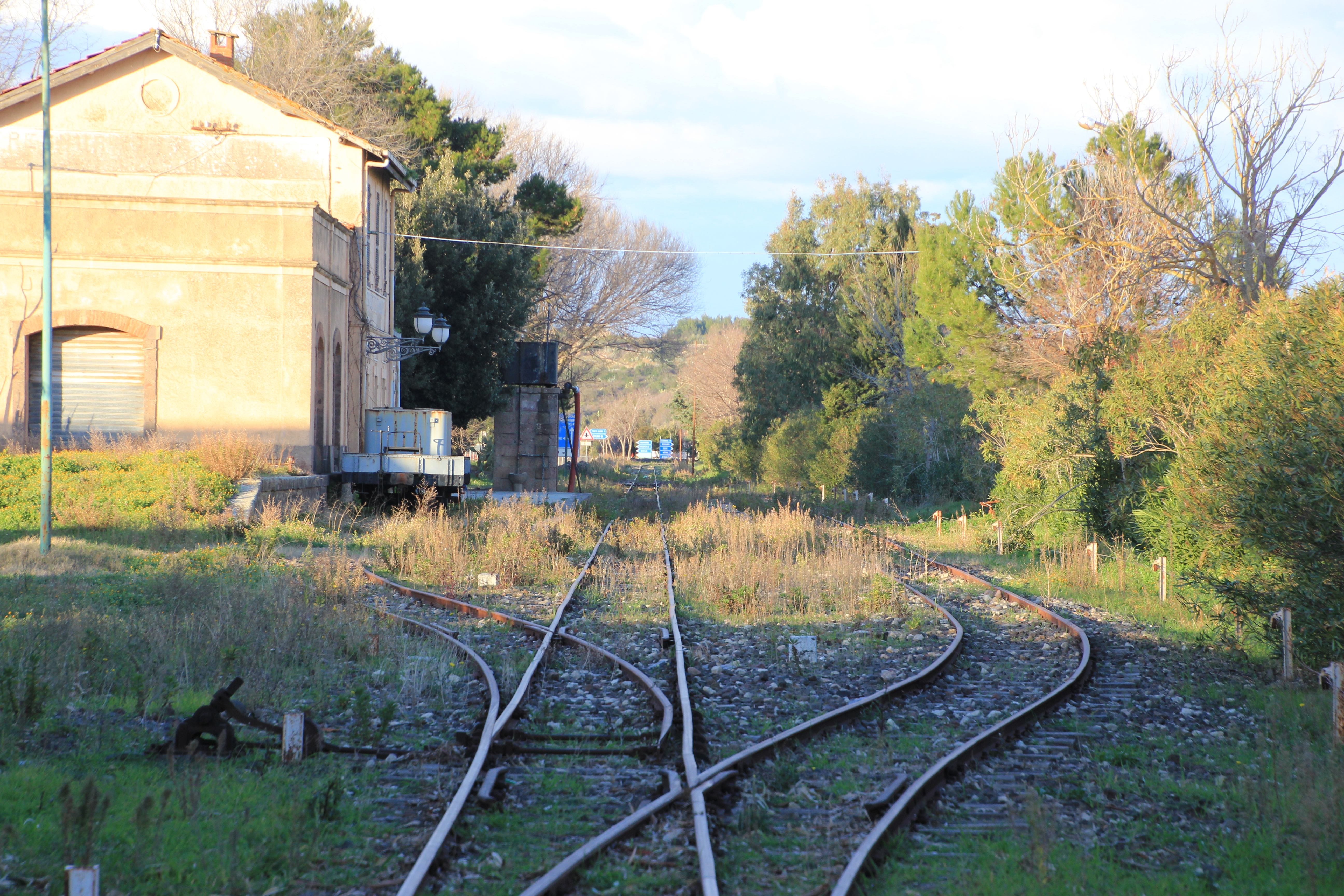
Da sinistra il fabbricato viaggiatori, con attiguo il tronchino merci (con carro in sosta), il rifornitore idrico dell'impianto, il binario di corsa e quello di incrocio

Situato alla periferia nord di Tresnuraghes l'impianto presenta una configurazione di stazione passante ed è dotato complessivamente di quattro binari a scartamento da 950 mm, di cui il primo (di corsa) ed il secondo (passante) attrezzati per il ricevimento dei treni viaggiatori essendo dotati ognuno di una propria banchina, di cui una posta nell'interbinario. Dal binario uno hanno inoltre origine due tronchini: il primo, in direzione Macomer, termina nell'area del dismesso scalo merci dell'impianto, composto anche da un piano caricatore e da un magazzino. Il secondo tronchino, accessibile in direzione Bosa, conduce alla piattaforma girevole dell'impianto; tra questo binario e quello di corsa è inoltre posto il rifornitore idrico della stazione, del tipo a cisterna metallica.
Per quanto riguarda gli edifici dell'impianto la stazione è dotata di un fabbricato viaggiatori (in buona parte in uso alla locale polizia rurale), formato da un corpo centrale a pianta rettangolare con sviluppo su due piani più tetto a falde, con un corpo laterale esteso su un solo piano sul lato Macomer e con il magazzino merci attiguo sul lato Bosa, per complessivi quattro accessi sul lato binari (più quelli del magazzino).

## Movimento

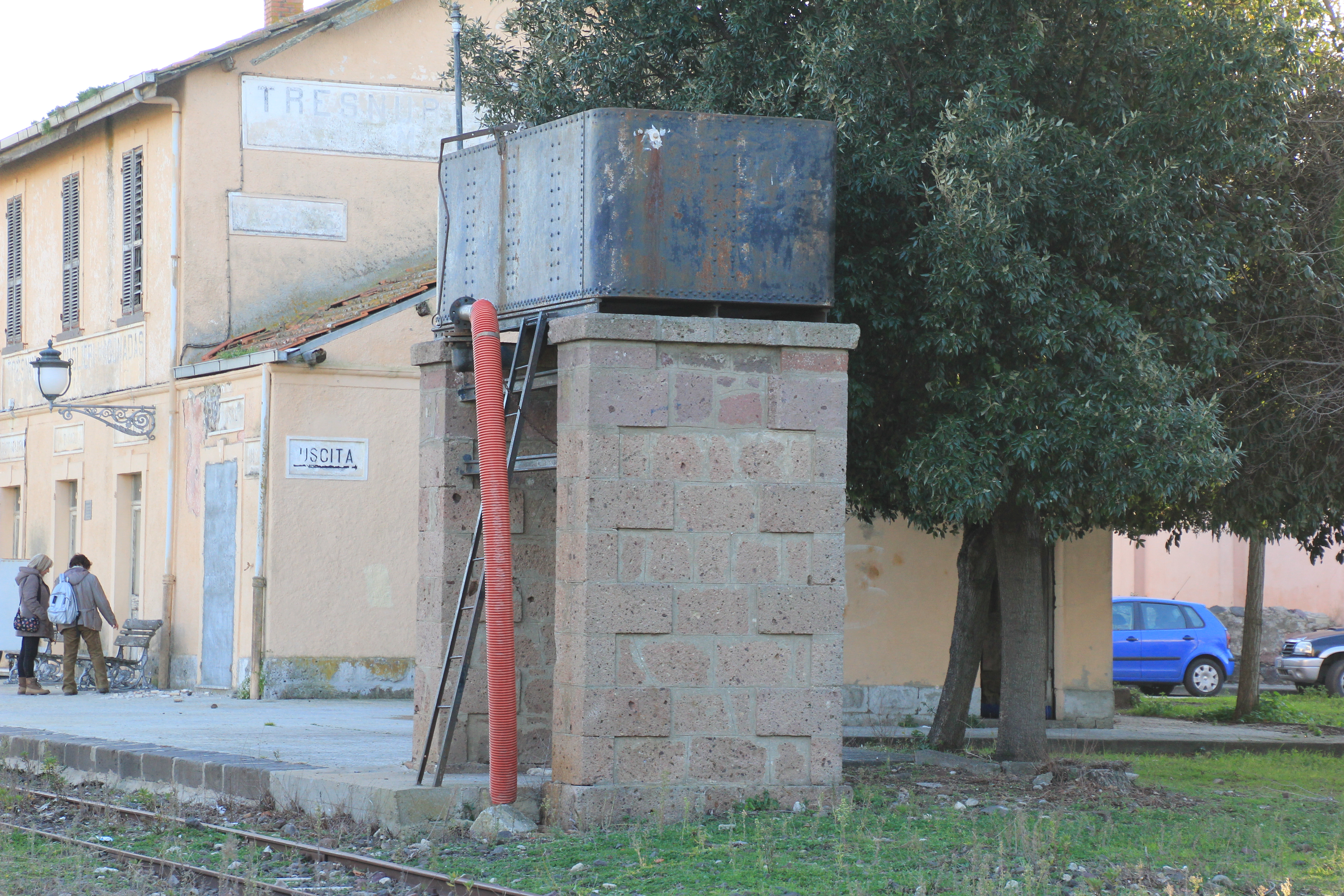
Il rifornitore idrico dell'impianto, utilizzato per i convogli turistici trainati da locomotive a vapore

L'impianto dal giugno 1997 è utilizzato esclusivamente per le relazioni turistiche del Trenino Verde, effettuate a partire dal 2010 a cura dell'ARST. Oltre allo svolgimento delle corse effettuate su richiesta dei turisti la stazione è attiva nel periodo compreso tra la primavera e l'autunno in cui vengono espletate relazioni "a calendario", di cui è spesso uno degli scali capolinea.

## Servizi
L'impianto è dotato di servizi igienici, di norma chiusi al pubblico; era inoltre dotato di una sala d'aspetto prima che il fabbricato viaggiatori venisse in parte destinato a impieghi extraferroviari.

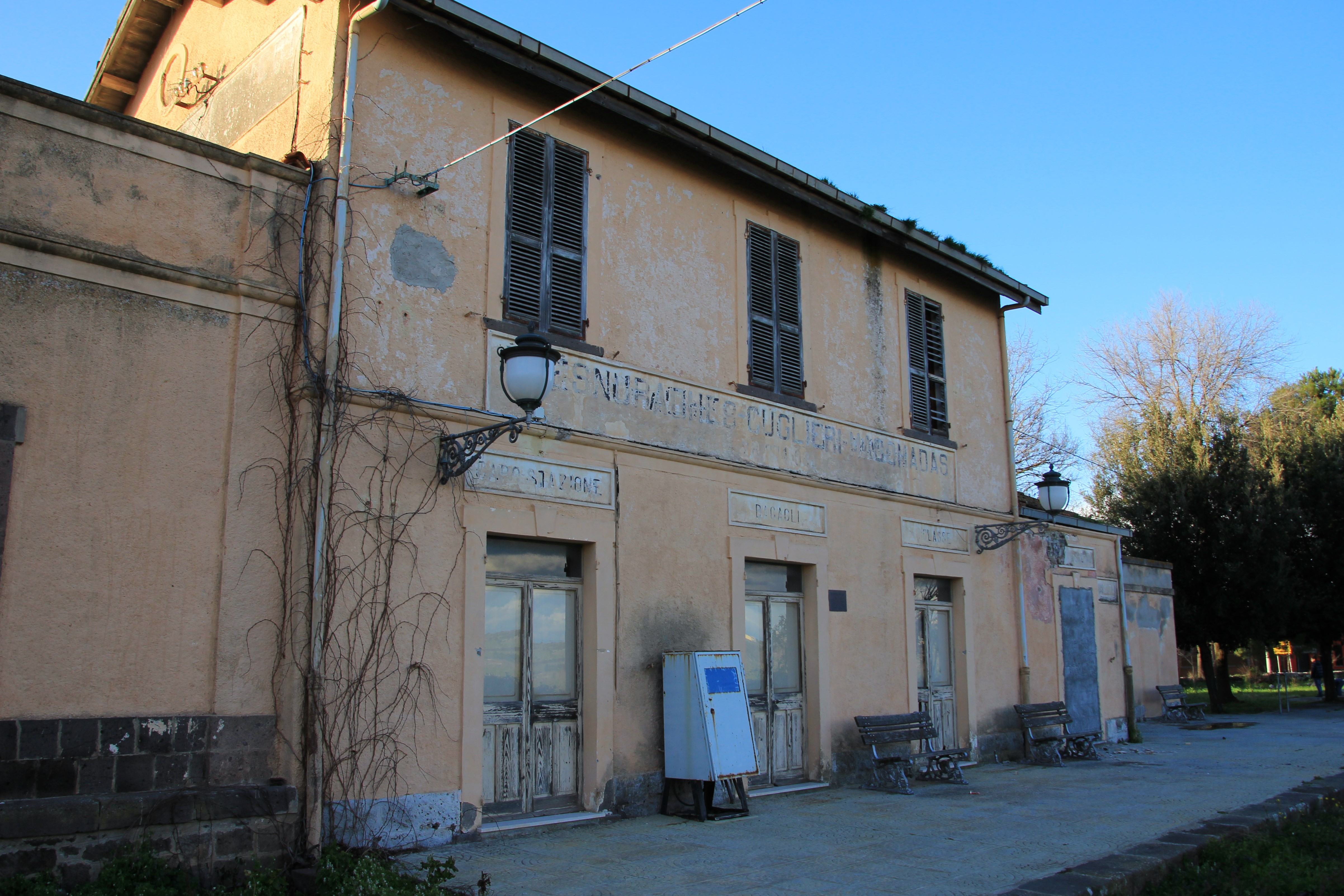
Il fabbricato viaggiatori ospitava una sala d'attesa, i cui locali sono passati in uso alla sede della polizia rurale del comune

## Interscambi
Nelle vicinanze della stazione è posta una fermata per le autolinee interurbane dell'ARST, che collegano l'area con i centri circostanti.
- Fermata autobus